# Carl Selfvén
Carl Selfvén, né le 30 mars 2007 en Suède, est un footballeur suédois qui évolue au poste de milieu central au Djurgårdens IF.

## Biographie

### En club
Né en Suède, Carl Selfvén est formé par le Djurgårdens IF. Le 26 juillet 2024, il prolonge son contrat avec Djurgårdens de trois ans et demi, étant alors lié au club jusqu'en décembre 2027.
Il joue son premier match en professionnel avec ce club, le 8 mai 2025, en entrant en jeu avec le Djurgårdens IF en demi-finale aller de Ligue Conférence, face au Chelsea FC. Son équipe est battue par un but à zéro ce jour-là,.

### En sélection
Carl Selfvén représente la Suède en sélection, faisant ses débuts avec les moins de 15 ans. Il joue deux matchs avec cette sélection en août 2022, contre le Pays de Galles et la Belgique.